# CSA Steaua București (handbal feminin)
Clubul Sportiv al Armatei Steaua București, prescurtat CSA Steaua București, este o echipă de handbal feminin din București, România, secție sportivă a clubului cu același nume, CSA Steaua. Echipa a fost înființată în august 2016 și a evoluat în primul an în Divizia B, reușind să promoveze anul următor în Divizia A. Antrenorul echipei este Ileana Morari.
CSA Steaua își desfășoară meciurile de pe teren propriu în sala Clubului Sportiv Școlar nr. 6 din București.

## Istoric
În septembrie 2015, la clasele de băieți ale Centrului de Copii și Juniori al clubului Steaua, fostul jucător internațional Viorel Mazilu, devenit antrenor coordonator al secției de handbal, a demarat proiectul „Talentul este cheia!”. Scopul acestuia era „identificarea copiilor cu talente speciale pentru practicarea handbalului și dezvoltarea lor profesionistă până la momentul consacrării sportive”.
Ulterior, clubul a considerat „o necesitate” și înființarea unei echipe feminine și a reușit să coopteze la nivel de cadete, junioare și tineret jucătoare talentate. Fondată în luna august 2016, echipa de fete a devenit prima echipă feminină de jocuri sportive din istoria de 70 de ani a clubului Steaua.

## Lotul de jucătoare
Echipa în sezonul 2017-2018:
| Portari - Nicoleta Dică - Nicoleta Adriana Pășălan Extreme Extreme stânga - Marina Ilie - Roxana Liana Stanciu Extreme dreapta - Iuliana Malancuș Pivoți - Cristina Nicolau - Mara Rebeca Gheorghe Intermediari Intermediari stânga - Alexandra Carașol - Georgiana Drăghici Intermediari dreapta - Nichol Breciugă - Alexandra Munteanu - Elena Ștefania Ciobanu Centri - Mihaela Vicențiu - Mădălina Necula - Larisa Andreea Zamfira |

## Banca tehnică
Conform paginii oficiale a CSA Steaua:
| Nume          | Ocupație           |
| ------------- | ------------------ |
| Ileana Morari | Antrenor principal |
| Andrei Cian   | Manager            |